# Moschea Kalenderhane
La moschea Kalenderhane (in turco Kalenderhane Camii) è una ex chiesa ortodossa convertita in moschea dagli Ottomani, situata a Istanbul, in Turchia. Molto probabilmente la chiesa era originariamente dedicata alla Theotokos Kyriotissa. Questo edificio rappresenta uno tra i pochi esempi ancora esistenti di una chiesa bizantina con pianta a croce greca con cupola.

## Ubicazione
La moschea si trova ad Istanbul, nel distretto di Fatih, nel pittoresco quartiere di Vefa, ed è situata immediatamente a sud della sezione orientale ancora esistente dell'Acquedotto di Valente, a meno di un km a sud-est della Chiesa Moschea di Vefa.

## Storia
Il primo edificio in questo luogo fu un bagno romano, seguito (la datazione è basata su monete ritrovate in situ durante uno scavo stratigrafico) da una "chiesa a sala" del sesto secolo con un'abside, costruita appoggiandosi all'Acquedotto di Valente. Più tardi - forse nel VII secolo - una chiesa molto più grande venne costruita a sud della prima chiesa. Una terza chiesa, che riutilizzò il santuario e l'abside (poi distrutta dagli Ottomani) della seconda chiesa, può essere datata alla fine del XII secolo, alla fine del periodo comneno. La chiesa era circondata da edifici del monastero, i quali scomparvero totalmente durante il periodo ottomano. Dopo la conquista latina di Costantinopoli, l'edificio fu utilizzato dai Crociati come chiesa cattolica, in parte officiata dal clero francescano.

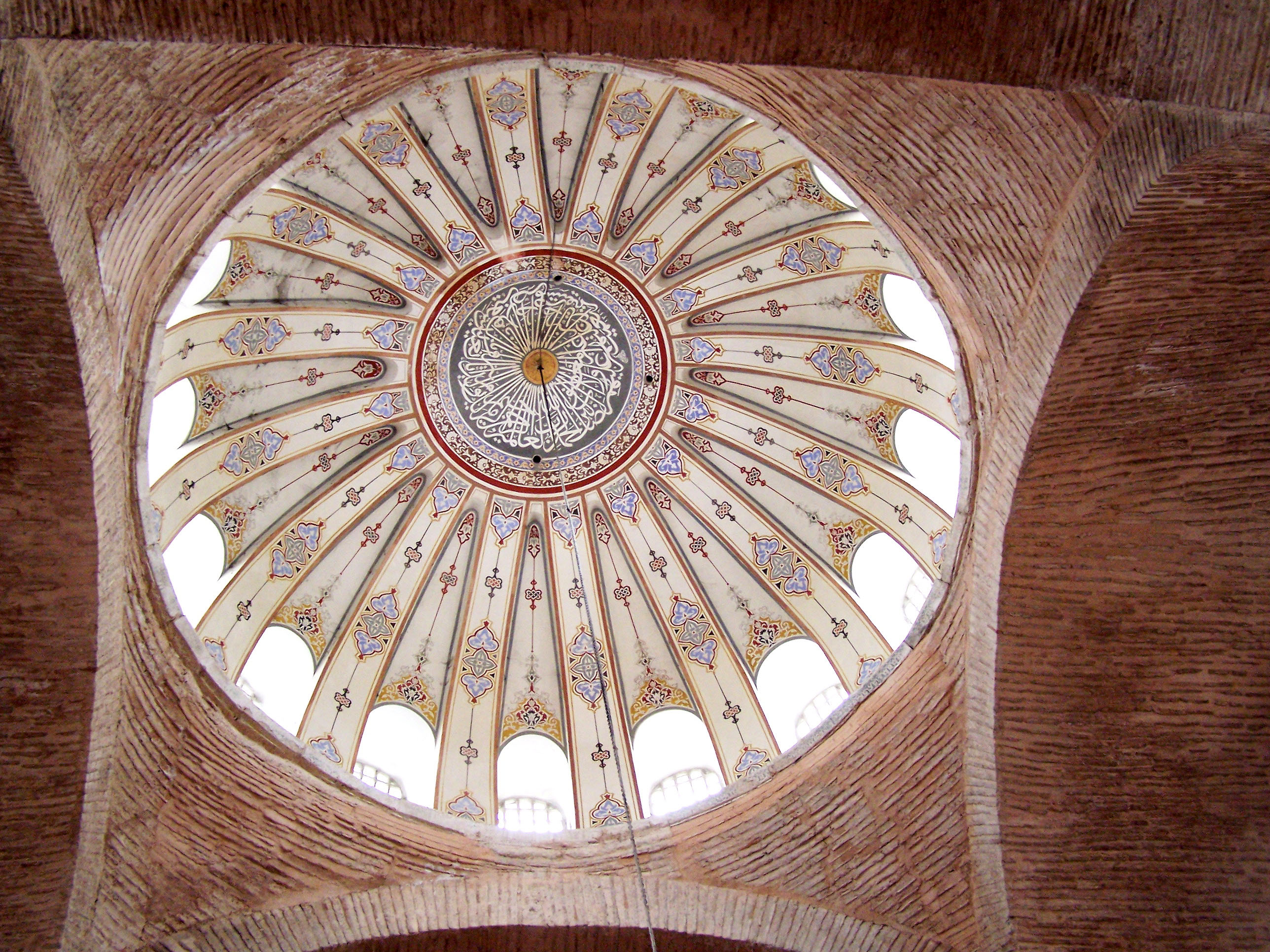
Cupola della moschea

Dopo la conquista di Costantinopoli nel 1453, la chiesa fu assegnata personalmente da Mehmed II alla confraternita dei dervisci della Qalandariyya (in turco Kalender). Questi ultimi la usarono come zaviye (luogo romito di raduno dei mistici) ed Imaret (cucina pubblica), e l'edificio è da allora noto come Kalenderhane (Turco: "La casa dei Kalender").
La corrispondente Waqf (fondazione) venne dotata di numerose proprietà in Tracia, e molti hammam ad Istanbul e Galata Alcuni anni più tardi, Arpa Emini Mustafa Efendi aggiunse un Mektep (scuola) ed una Medressa.
Nel 1746, Hacı Besir Aǧa (m. 1747), il Kizlar Ağası del Topkapi, costruì un miḥrāb, un minbar e un mahfil (piattaforma per le preghiere del muezzin), completando la trasformazione dell'edificio in una moschea. Devastata dal fuoco e danneggiata dai terremoti, la moschea venne restaurata nel 1855 e di nuovo tra il 1880 e il 1890. Essa venne abbandonata nel 1930, dopo il crollo del minareto a causa di un fulmine, e la demolizione della Medressa.
Il recupero dell'edificio risale al 1970, quando esso fu restaurato e studiato nel corso di dieci anni da Cecil L. Striker e Doğan Kuban, i quali ripristinarono il suo stato nel XII secolo. Inoltre, il minareto e il miḥrāb vennero ricostruiti, cosa che ha permesso alla moschea di essere riaperta al culto.
Il restauro ha anche fornito una soluzione al problema della dedica della chiesa: mentre prima si pensava che la chiesa fosse intitolata alla Theotókos tes Diakonissēs ("Vergine della Diaconessa" ) oppure a Christos ho Akatalēptos ("Cristo Inconcepibile"), la scoperta di un affresco di un benefattore nella cappella a sud-est e di un altro affresco sopra l'ingresso principale del nartece, entrambi con l'iscrizione "Kyriotissa" (greco per in trono), rende molto probabile che la chiesa fosse dedicata alla Theotokos Kyriotissa.

## Architettura e decorazione

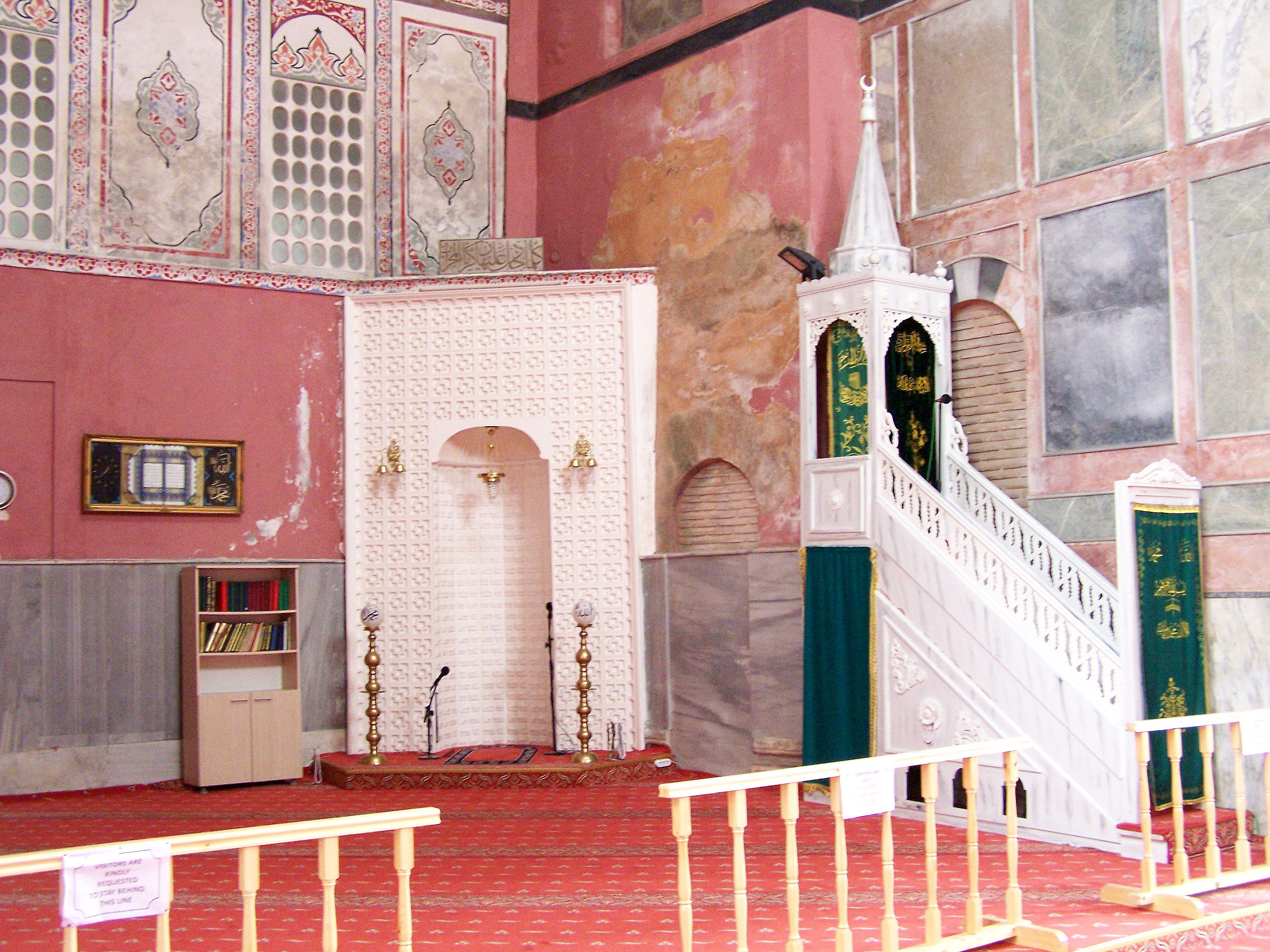
Il santuario con il miḥrāb e minbar

L'edificio ha una pianta centrale a croce greca con profonde volte a botte lungo i bracci, ed è sormontato da una cupola con 16 costoloni. La struttura ha una tipica muratura del periodo di mezzo bizantino con strati alternati di mattoni e pietre. L'entrata avviene tramite un endonartece e un esonartece (aggiunto molto più tardi) sul lato ovest.
Una galleria superiore costruita sull'endonartece, simile a quella esistente nella Chiesa del Pantokrator venne rimossa nel 1854. Anche gli ambienti laterali a nord e sud lungo la navata centrale sono stati distrutti, probabilmente anche durante il XIX secolo. Gli alti archi tripli che collegavano gli ambienti laterali con la navata centrale sono ora le finestre inferiori della chiesa.
Il santuario si trova sul lato est: tuttavia, il miḥrāb e minbar ricostruiti sono in un angolo per ottenere il corretto allineamento con la Mecca.
Le due piccole cappelle chiamate protesis e diakonikon, tipiche delle chiese bizantine del periodo medio e tardo, sono sopravvissute.
La decorazione interna della chiesa, composta da bei pannelli di marmi colorati e modanature, e da elaborati cornici, è in gran parte ancora esistente. L'edificio possiede due caratteristiche che entrambe rappresentano un unicum a Istanbul: un mosaico, di un metro quadrato, che rappresenta la "Presentazione di Cristo", che è l'unico esemplare pre-iconoclasta di un soggetto religioso superstite in città, e un ciclo di affreschi del XIII secolo (che si trova in una cappella all'angolo sud-est del palazzo, e venne dipinta durante la dominazione latina) raffigurante la vita di San Francesco d'Assisi Questa è la più antica rappresentazione conosciuta del santo, e potrebbe essere stata dipinta solo pochi anni dopo la sua morte nel 1226. Entrambi sono stati staccati e parzialmente restaurati, e possono essere ammirati nel Museo Archeologico di Istanbul.
Nel complesso, la moschea di Kalenderhane rappresenta - insieme alla moschea Gül a Istanbul, alla Basilica di Santa Sofia a Salonicco e alla Chiesa della Dormizione (koimesis) a İznik (Nicea) - uno dei principali esempi di una chiesa a croce greca con cupola nell'Architettura bizantina del medio periodo.